# Oxalis divergens
Oxalis divergens är en harsyreväxtart som beskrevs av Eckl. & Zeyh.. Oxalis divergens ingår i släktet oxalisar, och familjen harsyreväxter. Inga underarter finns listade i Catalogue of Life.